# Istočnonilotski jezici
Istočnonilotski jezici, grana nilotskih jezika u području Nila u Africi. Danas je priznato 16 jezika, tradicionalno astočarskih plemena, koji pripadaju u 2 različita uža ogranka, bari i lotuxo-teso.

## Podjela
- Bari (3)
  - Bari [bfa] (Južni Sudan)
  - Kakwa [keo] (Uganda)
  - Mandari [mqu] (Južni Sudan)
- Lotuxo-Teso (13)
  - Lotuxo-Maa (8)
    - Lotuxo (5)
      - Dongotono [ddd] (Južni Sudan)
      - Lango [lno] (Južni Sudan)
      - Lokoya [lky] (Južni Sudan)
      - Lopit [lpx] (Južni Sudan)
      - Otuho [lot] (Južni Sudan)

    - Ongamo-Maa (3)
      - Maasai [mas] (Kenija)
      - Ngasa [nsg] (Tanzanija)
      - Samburu [saq] (Kenija)

  - Teso-Turkana (5)
    - Teso (1)
      - Teso [teo] (Uganda)

    - Turkana (4)
      - Ng’akarimojong [kdj] (Uganda)
      - Nyangatom [nnj] (Etiopija)
      - Toposa [toq] (Južni Sudan)
      - Turkana [tuv] (Kenija)